# Hedda Gabler
Pour les articles homonymes, voir Gabler.
Hedda Gabler est une pièce norvégienne en quatre actes d'Henrik Ibsen.  Écrite en 1890, elle a été créée le 31 janvier 1891 au Residenz Theatre (en) de Munich, puis dans le pays d'Ibsen, à Oslo.  Avec Une maison de poupée et Un ennemi du peuple, c'est l'une des pièces les plus célèbres du dramaturge.

## Résumé
Hedda Gabler, fille du général Gabler, s’est récemment mariée avec Jørgen Tesman, un homme un peu falot qui aspire à un poste de professeur à l’université.  
Au retour de son voyage de noces, Hedda apprend qu’un de ses anciens amants, Ejlert Løvborg, est en passe de devenir célèbre.  Jadis noceur et bohème, Løvborg s’est considérablement assagi sous l’influence d’une camarade de pension de Hedda, Thea Elvsted, que Hedda n’a jamais appréciée.  Déçue de son mariage et irritée de l'influence de Thea sur son ancien amant, Hedda entreprend d’arracher Løvborg à Thea. 

### Acte I
La scène se situe chez Hedda Gabler et son mari, Jørgen Tesman qui rentrent de leur lune de miel. Tesman est un universitaire ambitieux qui a travaillé pendant le voyage : il espère avoir une chaire à l’université. Hedda n’aime pas Jørgen, et en l’épousant, elle cherchait une situation sociale ; mais à présent, Jørgen a des problèmes financiers qu’il ne peut régler qu’en obtenant sa chaire. Thea Elvsted, une ancienne amie d’Hedda, leur apprend l’arrivée d’Ejlert Løvborg avec qui elle a travaillé à la rédaction d’un livre, qu’elle aime et pour qui elle vient de quitter son mari. Cependant, Ejlert est aussi un ancien amour d’Hedda. Il avait une vie dissolue, mais s’est à présent assagi. Hedda est jalouse de l’intimité entre Thea et Ejlert, elle use de la naïveté de Thea, pour se renseigner  sur ce dernier. Le juge Brack, un ami de famille, apprend alors à Hedda et son mari qu’Ejlert vient de terminer le manuscrit de son deuxième livre, ce qui fait de lui un rival pour la chaire de Jørgen.

### Acte II
L’après-midi, le juge Brack essaie d’avouer son amour à Hedda, mais Ejlert vient chez le couple pour leur présenter son nouveau manuscrit sur la vision de l’avenir. Lors d’une discussion entre Hedda et Ejlert, seuls, Jørgen et Brack sont dans la pièce voisine, on comprend qu’Hedda regrette de s’être mariée avec Jørgen et est jalouse de Thea. Mais celle-ci arrive, Hedda essaie donc d’empêcher leur relation. Elle montre à Ejlert que Thea l’aime, ce qu’il ne savait pas : ils travaillaient en simples collaborateurs. Cet aveu manque de les séparer, mais Ejlert pardonne à Thea. Puis, il part pour une fête avec Jørgen et le juge, après qu’Hedda a insisté, car elle espère qu’Ejlert ne saura s’empêcher de boire et se ridiculisera en société, ce qui laisserait à son mari toutes ses chances pour la chaire. Elle dit à Thea: « Je veux, une fois dans ma vie, peser sur la destinée d’un homme ».

### Acte III
:Tôt le lendemain matin, Thea attend avec impatience Ejlert qui a dit en partant la veille qu’il rentrerait à dix heures du soir, mais n’est pas revenu de la nuit. Comme Thea n’a pas réussi à dormir, Hedda la couche dans sa chambre. Jørgen Tesman arrive et raconte à sa femme qu’Ejlert a donné lecture de son manuscrit. Jørgen dit que lui et Brack l’ont reconduit chez lui, mais, en rentrant, Jørgen a trouvé le manuscrit d’Ejlert que celui-ci avait perdu dans la rue. Jørgen doit alors aller chez sa tante malade, laissant Hedda seule avec le manuscrit unique. Brack apprend à Hedda, qu’en réalité, Ejlert a accusé quelqu’un de l’avoir volé, que la police est venue, qu’il s’est débattu et qu’il a été emmené au poste. Ejlert, qui revient alors du poste, dit à Thea qu’il a déchiré le manuscrit, Hedda ne dit rien pour le contredire. En partant, Hedda offre à Ejlert un pistolet qui a appartenu à son père, en l’engageant à se suicider. Après son départ elle brûle le manuscrit en se disant à elle-même: « Maintenant, je brûle ton enfant, Thea ».

### Acte IV
Le soir, Hedda avoue à son mari qu’elle a brûlé le manuscrit pour qu’il puisse avoir sa chaire sans concurrence, Tesman est au désespoir d’apprendre la disparition de cette œuvre qu’il estimait beaucoup. Le juge Brack apprend alors à Hedda, Jørgen et Thea qu’Ejlert s’est suicidé d’une balle dans la poitrine. Thea, qui croit toujours que le manuscrit a été déchiré veut le refaire avec Tesman à partir des notes et de ses souvenirs. Brack apprend alors à Hedda qu’Ejlert s’est tué d’un coup de pistolet dans le bas-ventre dans le boudoir d’une dame. Hedda est désolée que cette mort n’ait pas été glorieuse, mais déshonorante. Brack tente alors de faire chanter Hedda, car il a reconnu le pistolet et compris qu’elle l’a engagé à se suicider. Hedda va dans sa chambre pour se tuer d’une balle dans la tête. La pièce se termine avec Tesman, Thea et Brack qui découvrent son corps.

## Personnages
- Hedda Gabler
- Jørgen Tesman  : mari d'Hedda

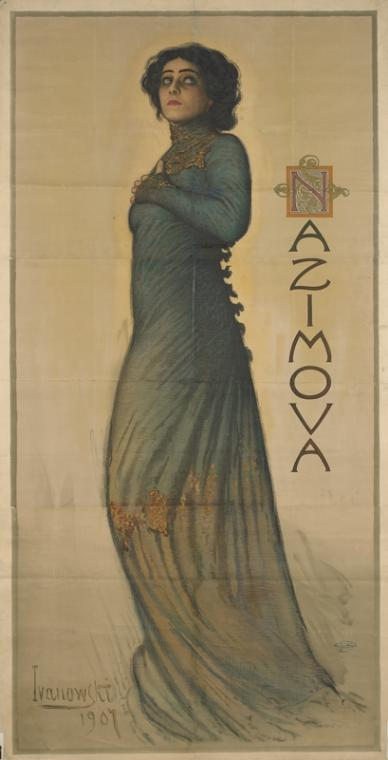
Alla Nazimova dans le rôle d'Hedda Gabler, 1907.

- Mademoiselle Juliane Tesman (Tante Julle) : tante de Jørgen
- Madame Thea Elvsted : amie d'Hedda et Jørgen, confidente d'Ejlert
- L'assesseur Brack : ami des Tesman, juge
- Ejlert Løvborg : rival de Jørgen et précédent amant d'Hedda
- Berte : servante des Tesman et de Jørgen, enfant.

## Adaptations
Cinéma
- 1917 : Hedda Gabler, muet, États-Unis
- 1919 : Hedda Gabler, muet, Italie
- 1924 : Hedda Gabler, muet, Allemagne
- 1961 : Hedda Gabler, Yougoslavie
- 1963 : Hedda Gabler, Allemagne
- 1975 : Hedda Gabler, Norvège
- 1975 : Hedda, Royaume-Uni
- 1978 : Hedda Gabler, Belgique
- 1979 : Hedda Gabler, Italie
- 1981 : Hedda Gabler, Royaume-Uni
- 1984 : Hedda Gabler, Belgique
- 1993 : Hedda Gabler, Suède
- 2004 : Hedda Gabler, États-Unis
- 2025 : Hedda, États-Unis

Télévision
- 1963 : Hedda Gabler, d'Alex Segal (États-Unis)
- 1967 : Hedda Gabler, de Raymond Rouleau (France)
- 1972 : Hedda Gabler, Royaume-Uni
- 1974 : Hedda Gabler, Canada (Québec)
- 1979 : Hedda Gabler de Maurizio Ponzi

Théâtre
- 1911 : mise en scène Aurélien Lugné-Poe, Théâtre de l’œuvre[1]
- 1915 : mise en scène Georges Pitoëff, Comédie de Genève[2]
- 1956 : mise en scène Guy Suares, Théâtre Franklin[3]
- 1962 : mise en scène Raymond Rouleau, Théâtre Montparnasse[4]
- 1976 : mise en scène Albert Husson, Théâtre Les Celestins[5]
- 1977 : mise en scène Claude Risac, Théâtre de la cité internationale[6]
- 1979 : mise en scène Jean-Pierre Miquel, Centre dramatique national de Reims[7],[8]
- 1987 : mise en scène Alain Françon, Théâtre de l'Athénée[9]
- 1996 : mise en scène Lorraine Pintal, traduction Normand Chaurette, Théâtre du Nouveau Monde, Montréal[10]
- 1999 : mise en scène Raymond Acquaviva, Théâtre de Paris[11]
- 1999 : mise en scène Gloria Paris, Théâtre le Village[12]
- 2002 : mise en scène Alain Milianti, Le Volcan[13]
- 2003 : mise ne scène Philippe Sireuil, Théâtre de l'Athénée[14]
- 2003 : mise en scène Roman Polanski, Théâtre Marigny
- 2005 : mise en scène Richard Eyre, Almeida Theatre, Royaume-Uni[15]
- 2005 : mise en scène Eric Lacascade, Odéon théâtre de l'Europe[16]
- 2007 : mise en scène Richard Brunel, Théâtre national de la Colline[17]
- 2007 : mise en scène Thomas Ostermeier, Théâtre Les Celestins[18]
- 2011 : mise en scène Ivo van Hove, Maison des Arts de Créteil[19]
- 2014 : mise en scène Joseph E. Voeffray et Anne Vouilloz, Pulloff Théâtre[20]
- 2015 :  mise en scène Paolo Taccardo, Théâtre de l'Usine[21]
- 2017 : mise en scène Océane Yard, NOVO![22]

Musique
- 1977 : Hedda Gabler, 3e piste de l'EP Animal Justice (en) de John Cale, et reprise en 1979 dans l'album du même : Sabotage/Live (en)
- 2006 : Motörhedda Gabler par le groupe norvégien Black Debbath